# Křivost křivky
Křivost křivky je převrácená hodnota poloměru křivosti křivky. Má význam v diferenciální geometrii či při výpočtu průhybů nosníků. Lze také říci, že v daném bodě křivky {\displaystyle f} se její křivost nejlépe přimyká kružnici, jejíž poloměr se nazývá poloměr křivosti v tomto bodě. Křivost určuje míru vychýlení křivky od její tečny v daném bodě.

## Vztahy pro výpočet křivosti křivky
- Je-li známá rovnice rovinné křivky {\displaystyle y=f(x)} v kartézském souřadném systému, pak křivost křivky {\displaystyle \kappa } je převrácená hodnota poloměru křivosti křivky r . Platí

{\displaystyle \kappa ={\frac {1}{r}}={\frac {d^{2}f \over dx^{2}}{[1+({df \over dx})^{2}]^{3/2}}}={\frac {y''}{[1+y'^{2}]^{3/2}}}}.
V některých případech je vhodné výše uvedený nelineární vztah zjednodušit, potom platí
{\displaystyle \kappa ={\frac {1}{r}}\approx {\frac {d^{2}f \over dx^{2}}{1+{\frac {3}{2}}{\bigl (}{df \over dx}{\bigr )}^{2}}}\approx {d^{2}f \over dx^{2}}}.
Výše uvedený vztah je používaný v základní mechanice nosníků.
- Je-li rovinná křivka zadaná parametricky {\displaystyle x=x(t),y=y(t)} v kartézském souřadném systému

{\displaystyle \kappa ={\frac {|y''x'-x''y'|}{({x'}^{2}+{y'}^{2})^{3/2}}}.}

## Další informace
Inflexní bod křivky je bod, kde má nulovou křivost.
Poloměr křivosti křivky je poloměrem její oskulační kružnice.
Kružnice je křivka s konstantním poloměrem křivosti, který je v absolutní hodnotě roven poloměru kružnice. Přímka, polopřímka a úsečka mají nekonečný poloměr křivosti (tj. přímku si lze představit jako kružnici o nekonečném poloměru). Kružnice, přímka, polopřímka a úsečka jsou jediné rovinné křivky s konstantní křivostí, viz řešené příklady.
V obecném případě, u prostorových křivek se používají pro výpočet křivosti Frenetovy vzorce.
Křivost má význam v diferenciální geometrii, kinematice či při výpočtu průhybů a napětí u nosníků, desek a skořepin v mechanice, v optice (poloměr křivosti optických čoček a zrcadel) aj.
Blíže např. ,  a elektronická učebnice diferenciální geometrie křivek a ploch .

## Příklady výpočtu

### Křivost přímky, polopřímky či úsečky (nejjednodušší příklad)
Přímka, polopřímka či úsečka je daná rovnicí {\displaystyle f=f(x)=kx+q}, kde {\displaystyle k,q} jsou konstanty.
Pro derivace {\displaystyle f} platí {\displaystyle {df \over dx}=k} a {\displaystyle {df^{2} \over dx^{2}}=0}.
Pro křivost přímky pak platí {\displaystyle \kappa ={\frac {d^{2}f \over dx^{2}}{[1+({df \over dx})^{2}]^{3/2}}}={\frac {0}{[1+(k)^{2}]^{3/2}}}=0}.

### Křivost kružnice
kružnice je daná např. rovnicí {\displaystyle f=f(x)=\pm {\sqrt {r^{2}-x^{2}}}}, kde {\displaystyle r} je poloměr kružnice.
Pro derivace {\displaystyle f}, pak platí {\displaystyle {df \over dx}={-x \over {\sqrt {r^{2}-x^{2}}}}} a {\displaystyle {df^{2} \over dx^{2}}={-r^{2} \over {\Bigl (}{\sqrt {r^{2}-x^{2}}}{\Bigr )}^{3}}} .
Pro křivost dané kružnice pak platí {\displaystyle \kappa ={\frac {d^{2}f \over dx^{2}}{[1+({df \over dx})^{2}]^{3/2}}}={\frac {-r^{2} \over {\Bigl (}{\sqrt {r^{2}-x^{2}}}{\Bigr )}^{3}}{[1+({-x \over {\sqrt {r^{2}-x^{2}}}})^{2}]^{3/2}}}=-1/r}.

### Výpočet křivosti v software Mathcad
Na následujícím obrázku je provedeno odvození vztahu pro křivost kvadratické rovnice (f(x) = ax2+bx+c) v sw Mathcad (ukázka programování, tzv. symbolický výpočet).

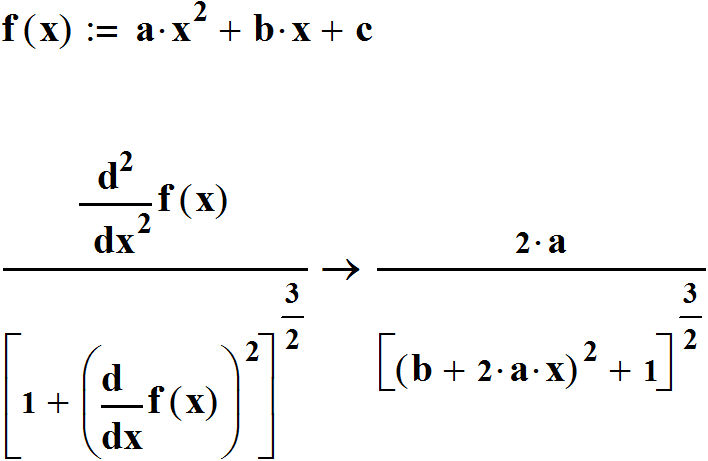
Odvození vztahu pro křivost v sw Mathcad (kvadratická rovnice)